# Linard
Linard foi uma comuna francesa na região administrativa da Nova Aquitânia, no departamento de Creuse. Estendia-se por uma área de 12,6 km². Em 2010 a comuna tinha 217 habitantes (densidade: 17,2 hab./km²).
Em 1 de janeiro de 2019, passou a formar parte da nova comuna de Linard-Malval.